# The Effect of Gamma Rays on Man-in-the-Moon Marigolds
The Effect of Gamma Rays on Man-in-the-Moon Marigolds è un'opera teatrale del drammaturgo statunitense Paul Zindel, vincitore del Premio Pulitzer per la drammaturgia nel 1971.

## Trama
Il dramma ruota intorno a una famiglia disfunzionale composta da Beatrice e le due figlie Ruth e Matilda "Tillie" Hunsdorfer. Tillie sta preparando il suo progetto per la fiera della scienza, nonostante il disinteresse della madre e le vessazioni della sorella. Nel corso della piece Beatrice cerca di distruggere ogni chance di successo alla figlia, a causa dei suoi stessi fallimenti. Tillie vince il primo premio nonostante tutto, Ruth prova a ribellarsi alla madre ma il suo sfogo termina in una crisi isterica, mentre Beatrice è spinta fino al limite della follia dalle sue manie di persecuzione. In preda alla pazzia, Beatrice uccide il coniglio delle figlie, ma Tillie continua a credere nella bontà delle persone.

## Produzioni
La piece debuttò all'Alley Theatre di Houston il 12 maggio 1965, prima di debuttare sulle scene newyorchesi il 7 aprile 1970 al Mercer Arts Center dell'Off Broadway. Il dramma fu un successo, vinse il Premio Pulitzer per la drammaturgia e rimase in scena per 819 repliche fino al 14 maggio 1972. La produzione era diretta da Melvin Bernhardt e facevano parte del cast: Swoosie Kurtz (Janice Vickery), Amy Levitt (Ruth), Judith Lowry (Nanny), Pamela Payton-Wright (Tillie) e Sada Thompson (Beatrice).
Il debutto a Broadway avvenne al Biltomore Theatre il 14 marzo 1978 e la piece in rimase in cartellone per 16 repliche. La regia era di A. J. Antoon, il cast composto da: Shelley Winters (Beatrice), Carol Kane (Tillie), Lolly Boroff (Janice Vickery), Isabella Hoopes (Nanny) e Lori Shelle (Ruth).

## Adattamento cinematografico
Paul Newman ha diretto un adattamento cinematografico della piece, intitolato Gli effetti dei raggi gamma sui fiori di Matilda. La moglie Joanne Woodward interpretava Beatrice e per la sua interpretazione fu candidata al Golden Globe per la migliore attrice in un film drammatico nel 1973.